# JID (ラッパー)
デスティン・チョイス・ルート（Destin Choice Route、1990年10月31日 - ）は、JID（ジェーアイディー、J.I.Dとも表記）で知られるアメリカ合衆国のラッパーである。

## 生い立ち
ルートはジョージア州アトランタで生まれた。彼の両親はカール・ルイス・ルート・ジュニアとキャシー・ジーン・ルートである。7人兄弟の末っ子で、彼の「そわそわした（jittery）」行動から祖母につけられたニックネームを元にJIDという名前を採用した。ルートはスライ&ザ・ファミリー・ストーンやアース・ウィンド・アンド・ファイアーを聴いて育ち、その後1990年代のニューヨーク・ヒップホップシーンやジェイ・Z、ナズ、モブ・ディープといったラッパーへと興味を移した。彼はスティーブンソン高校に通い、フットボールでディフェンシブバックとしてプレーした。高校3年生の時に股関節を脱臼した。その後、ハンプトン大学でNCAAディビジョンIフットボールをプレーするための全額スポーツ奨学金を受け入れた。ルートは初年度をレッドシャツとして過ごし、2シーズンプレーした後、練習をサボったためチームから追い出された。ルートは最終的に、バージニア州のハンプトン大学で出会った、アースギャングというステージネームで人気のラップデュオ、Doctur DotとJohnny Venusと同居することになった。

## 音楽キャリア

### 2010–2016年：キャリアの始まり
JIDは2010年5月18日に最初のミックステープ『Cakewalk』をリリースした。その年の初め、彼はアースギャング、Hollywood JB、Jordxn Bryantと共にSpillage Villageを結成した。2011年6月29日には2枚目のミックステープ『Cakewalk 2』をリリースした。2012年6月25日には3枚目のミックステープ『Route of All Evil』をリリースし、比較的無名だったEarthGangやStillzが客演で参加した。JIDはライブショーにブッキングされるまで、コールセンターやピザの配達で働きながら音楽キャリアの資金を稼いでいた。2013年10月22日、次のミックステープ『Para Tu』がリリースされた。このミックステープは後に2017年12月29日に再リリースされた。
2014年、彼はSpillage Villageの初のコラボレーションプロジェクト『Bears Like This』のリリース後、アブ・ソウルのThese Days TourでEarthGangとBasと共にオープニングアクトを務めた。2015年1月26日、彼は初のEP『DiCaprio EP』をリリースした。7月6日、Spillage Villageは2枚目のコラボレーションプロジェクト『Bears Like This Too』をリリースした。また、彼はOmenのElephant Eyes TourやBasのToo High to Riot Tourにも参加した。2016年12月2日、Spillage Villageは『Bears Like This Too Much』をリリースし、J. コールやBasがフィーチャーされ、マック・ミラー、Ducko Mcfli、Childish Major、J. コールらがプロデュースに参加した。

### 2017年：『The Never Story』

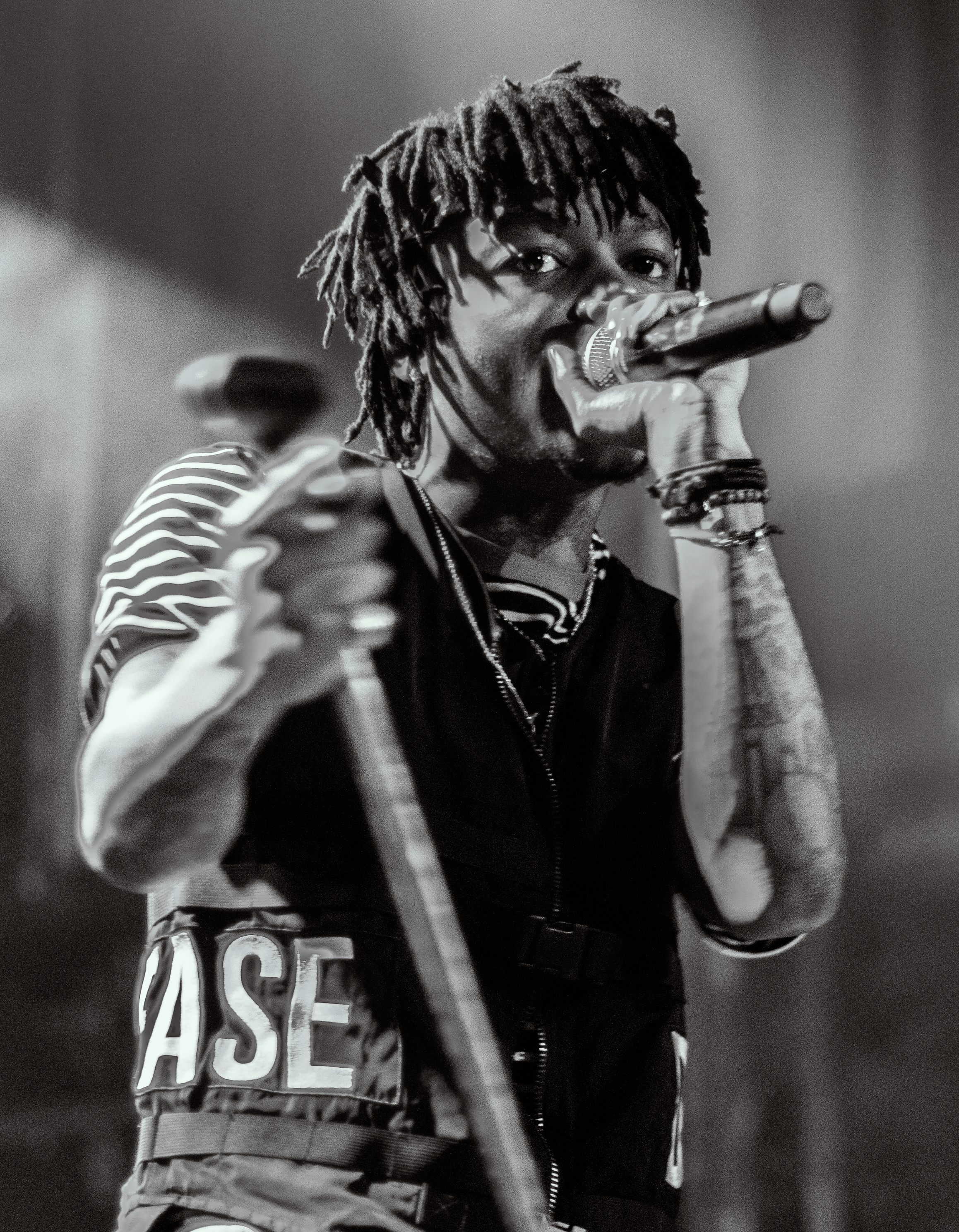
2017年にパフォーマンスするJID

2017年2月20日、彼がJ. コールのレーベル、Dreamvilleと契約したことが発表され、最初にシングル「Never」がリリースされた。フルアルバム『The Never Story』は2017年3月10日にリリースされた。このアルバムにはEarthGang、6LACK、Merebaが客演し、J. コール、Hollywood JB、Christo、Childish Majorなどがプロデュースに参加している。彼は後にこのアルバムから「D/vision」、「Hereditary」、「EdEddnEddy」の3つのミュージックビデオをリリースした。
彼はまた、2017年の4 Your Eyez Only Tourで北米およびヨーロッパ公演のオープニングアクトも務めた。10月10日、JIDはラッパーのCozz、Kodie Shane、Ali Tomineekと共にBETヒップホップ・アワードでのサイファーに出演した。2017年11月、JIDはEarthGangとの共同ヘッドライニングツアー「Never Had Shit Tour」を開始し、Lute、Chaz French、Merebaがゲストとして参加した。このツアーは北米で15公演が行われ、2018年にはヨーロッパで19公演が追加された。12月13日、JIDはフォスター・ザ・ピープルとSabaとのリミックス「Pay The Man」に参加した。

### 2018–2020年：『DiCaprio 2』
2018年6月、彼は『XXL』の2018年フレッシュマンクラスの表紙を飾った。7月にはデンゼル・カリーのアルバム『Ta13oo』の「Sirens」にフィーチャーされ、マック・ミラーやThundercatとのツアーが発表された。しかし、マック・ミラーの逝去によりツアーは中止となった。セカンドアルバムからの最初のシングル「151 Rum」は9月18日にリリースされた。2018年10月3日、JIDは『A COLORS SHOW』で「Working Out」を初披露した。彼の誕生日に、セカンドアルバム『DiCaprio 2』が2018年11月26日にリリースされることが発表され、その後すぐにトラックリストが公開された。J. コールをフィーチャーしたアルバムのセカンドオフィシャルシングル「Off Deez」は11月6日にリリースされた。アルバムには他にもエイサップ・ファーグ、6LACK、エラ・メイ、BJ・ザ・シカゴ・キッド、メソッド・マン、ジョーイ・バッドアスが参加し、プロデュースは主に彼のインハウスチームであるChristo、Hollywood JB、J. コール、Eliteらが担当した。
『DiCaprio 2』は2018年11月26日にリリースされ、好意的なレビューと批評家からの称賛を受けた。JIDは、2019年1月から始まる34公演を含むヘッドライニングツアー「Catch Me If You Can tour」の第一弾を発表した。サポートアクトとしてReason、Hardo、Lou The Humanが発表された。2月9日、ニューヨーク州イサカでのJIDのショーは、コンサート会場の下の天井に目に見えるひび割れができたため警察によって中止された。2019年2月12日、JIDは「Catch Me If You Can tour」の第二弾を発表した。このツアーは5月に始まる26公演を含み、サポートアクトとしてSaba、Deante' Hitchcock、Merebaが参加した。
2019年、JIDはDreamvilleのコンピレーションアルバム『Revenge of the Dreamers III』に参加した。シングル「Down Bad」と「Costa Rica」はRIAAからゴールド認定を受けた。2020年、Spillage Villageの一員として、4枚目の集合アルバム『Spilligion』のためにシングル「End of Daze」と「Baptize」にフィーチャーされた。

### 2021年–現在：『The Forever Story』とメトロ・ブーミンとの共同アルバム
JIDはドージャ・キャットの楽曲「Options」にフィーチャーされ、この曲は彼女のグラミー賞にノミネートされた3枚目のアルバム『Planet Her』に収録された。彼は後にイマジン・ドラゴンズと大ヒット曲「Enemy」でコラボレーションした。この曲はBillboard Hot 100で5位を記録し、彼にとって最高位のヒット曲となった。
JIDは2021年を通じて3枚目のアルバム『The Forever Story』を予告していた。アルバムからの最初のリードシングル「Surround Sound」は、21サヴェージとBaby Tateをフィーチャーし、2022年1月14日にリリースされた。3月31日、彼はDreamvilleのコンピレーション『D-Day: A Gangsta Grillz Mixtape』の「Stick」と「Barry From Simpson」に参加した。8月9日、JIDは『The Forever Story』からのセカンドシングル「Dance Now」をKenny Masonと共にリリースした。
『The Forever Story』は2022年8月26日にリリースされ、Kenny Mason、EarthGang、21サヴェージ、Baby Tate、リル・ダーク、Ari Lennox、モス・デフ、リル・ウェイン、Johntá Austin、Ravyn Lenae、Eryn Allen Kaneがゲスト参加した。2022年9月8日、JIDはNPR Tiny Desk Concertでパフォーマンスを披露した。

2023年にパフォーマンスするJID

2023年3月28日、アメリカのレコードプロデューサーメトロ・ブーミンが、JIDとMetro Boominがスタジオで音楽制作に取り組んでいる写真をTwitterに投稿し、「新しい音楽がたくさん控えているけど、俺と@JIDsvがリリースするときは」とキャプションを付けた。JIDはその後、彼とMetroが共同アルバムを制作していることを認めた。9月1日、JIDはリル・ヨッティとベイビー・トロンをフィーチャーした3枚目のEP『Blakkboyz present Half Doin Dope/Van Gogh』をリリースした。10月13日、JIDはウェストサイド・ガンの5枚目のスタジオアルバム『And Then You Pray for Me』に収録されている、コンウェイ・ザ・マシーンとの楽曲「Mamas PrimeTime」にフィーチャーされた。11月9日、JIDはビデオゲーム『龍が如く7外伝 名を消した男』のオープニングにフィーチャーされた。
2024年7月12日、JIDはエミネムの12枚目のスタジオアルバム『The Death of Slim Shady (Coup de Grâce)』に収録されている楽曲「Fuel」にフィーチャーされた。8月8日、JIDはケイティ・ペリーの7枚目のスタジオアルバム『143』に収録されている楽曲「Artificial」にフィーチャーされた。
2025年4月18日、JIDは次期4枚目のスタジオアルバム『God Does Like Ugly』からのリードシングル「WRK」をリリースした。この曲は、JIDにとって2022年の『The Forever Story』以来初のソロの商業リリースとなった。彼は後に、トレイラーと共にアルバムが8月8日にリリースされることを発表した。
2025年7月4日、JIDはYouTubeで公開したフリースタイルを通じて発表した後、『GDLU (Preluxe)』をリリースした。エミネム、リル・ヨッティ、6LACKをフィーチャーしたこのEPは、次期アルバム『God Does Like Ugly』への布石であり、当初アルバムに収録される予定だったが最終的に含まれなかった4曲が収録されていた。エミネムとのコラボレーションはシングルとしてもリリースされた。

## 芸術性

### 影響
幼少期、JIDが音楽と最初に触れ合ったのは、両親が所有していたクラシックなファンクやソウルミュージックのLPレコードコレクションを通じてだった。彼はリル・ウェイン、スライ&ザ・ファミリー・ストーン、ディアンジェロ、ウータン・クラン、ジェイ・Z、アール・スウェットシャツ、リトル・ドラゴンを自身に最も影響を与えたアーティストとして挙げている。
彼はまた、同じアトランタ出身のアウトキャスト、グッディー・モブ、グッチ・メイン、T.I.への敬意を表明しており、彼らを大きな影響源として挙げている。

## 私生活
ルートは2020年の2020年アメリカ合衆国上院選挙でジョン・オソフとラファエル・ウォーノックを支持し、2020年に両者のための集会でパフォーマンスを行った。

## ディスコグラフィ

### スタジオ・アルバム
- 『The Never Story』（2017）
- 『DiCaprio 2』（2018）
- 『The Forever Story』（2022）
- 『God Does Like Ugly』（2025）